# Byrsonima crassifolia

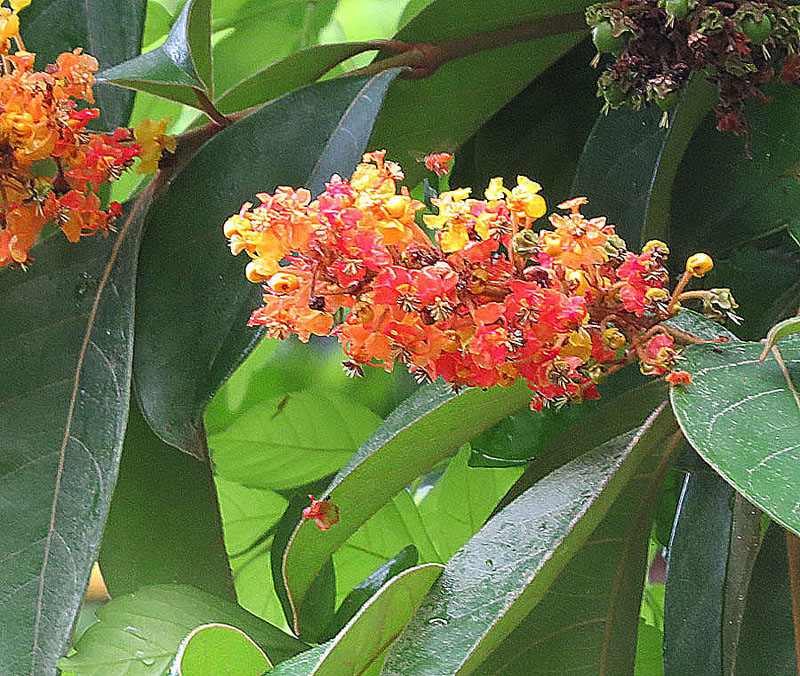
Blüten von Byrsonima crassifolia, man sieht den Wechsel von gelb nach orange-rot

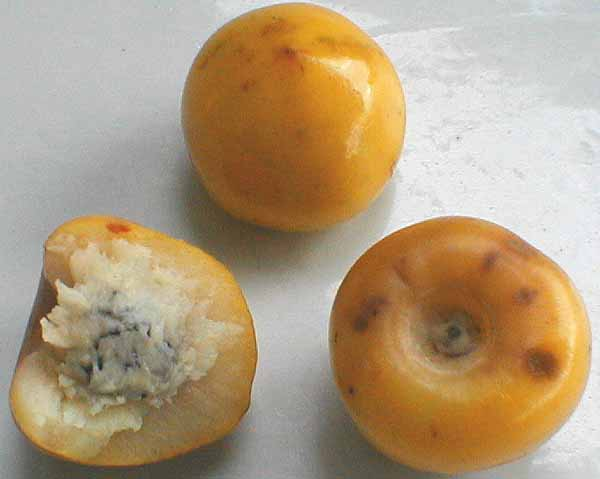
Frucht

Byrsonima crassifolia ist eine Pflanzenart aus der Familie der Malpighiengewächse (Malpighiaceae). Sie kommt in Mittelamerika, in der Karibik und im nördlichen Südamerika vor. Ihre Früchte sind als Nance, Nancite oder Wild Cherry sowie unter vielen anderen Namen bekannt.

## Beschreibung

### Vegetative Merkmale
Byrsonima crassifolia wächst als meist immergrüner Strauch oder kleinerer Baum bis etwa 7–10 Meter hoch. Die raue Borke ist grau-braun und im Alter dick und grob schuppig. Die jungen Zweige sind dicht rostig behaart.
Die einfachen, gegenständigen und ledrigen Laubblätter sind kurz gestielt. Der etwas feinhaarige Blattstiel ist bis etwa 0,8–1,3 Zentimeter lang. Die Blätter sind eiförmig bis -lanzettlich oder lanzettlich bis verkehrt-eiförmig, an der Spitze bespitzt bis spitz, selten abgerundet oder eingebuchtet und mit einem ganzen, knapp umgebogenen Rand. Die Blätter werden bis zu 7–14 Zentimeter lang, 3–7 Zentimeter breit und sie sind ober- und unterseits mehr oder weniger, abnehmend, kurz rostig behaart, oberseits weniger und die Mittelader bleibt am längsten haarig. Die jungen Blätter sind dichter rostig behaart, die Blattbehaarung nimmt dann später ab. Auch die Farbe der Behaarung ändert sich manchmal von bräunlich nach weiß, gräulich. Es sind kleine Nebenblätter vorhanden.

### Generative Merkmale
Es werden endständige, aufrechte, gestielte und etwa 10–18 Zentimeter lange traubig-rispige, vielblütige Blütenstände gebildet. Die Rhachis und der Blütenstandsstiel sind mehr oder weniger rostig behaart und es sind abfallende Tragblätter unter den Blütenständen vorhanden. Die zwittrigen, gestielten Blüten sind fünfzählig mit doppelter Blütenhülle. Es sind bei den Blüten jeweils kleine Trag- und Vorblätter vorhanden, und der Blütenstiel sitzt manchmal an einem „Gelenk“ auf den kurzen Seitenachsen (Peduncle, Floriferis). Der Blütenstiel ist kurz rostig behaart. Die schmalen, kurzen und grünen, später gelben, leicht haarigen Kelchblätter sind dreieckig und aufrecht, mit außen, meist zwei verwachsenen, großen, grünlich bis später gelben, länglichen und fleischigen Öldrüsen. Die lang genagelten, anfangs gelben, später orange-roten Kronblätter besitzen eine rundliche, tellerförmige und am Rand teils gesägte bis gekerbte Platte. Die kurzen 10 Staubblätter mit länglichen, leicht haarigen Antheren, sind an der Basis knapp verwachsen und haarig. Der dreikammerige, oft feinhaarige Fruchtknoten ist oberständig, mit drei pfriemlichen Griffeln mit sehr kleinen, kopfigen Narben.
Es werden kleine, rundliche und gelbe bis orange, seltener auch grüne, glatte, fast kahle Steinfrüchte gebildet. Der runde Nabel ist etwas eingesenkt und an der Spitze können Griffelreste vorhanden sein. Die Früchte sind etwa 1,5–3,5 Zentimeter groß, dünnschalig und stinken nach Käse. Das weißliche, weiche, etwas ölige, leicht saftige Fruchtfleisch ist leicht süß, schwach sauer und mehlig-faserig. Die harten, hellbräunlichen, eiförmigen bis elliptischen, knochigen Steinkerne sind skulptiert, grubig und etwa 6–10 Millimeter lang, sowie teils bespitzt. Sie enthalten bis zu drei, beige Samen.

## Verwendung
Die Früchte, mit gewöhnungsbedüftigem Geschmack, sind essbar und werden roh oder gekocht verwendet. Die Rinde wird medizinisch verwendet.
Das rötliche Holz ist schwer, hart, zäh, etwas spröde und nur mäßig haltbar. Das Holz ist in der Regel nur in geringen Mengen erhältlich, es wird aber für verschiedene Anwendungen geschätzt. Das Holz hat beim Verbrennen einen angenehmen Duft und wird zur Herstellung von Guaraná verwendet.
Blätter und Zweige können als Fischgift, Barbasco, genutzt werden.